# 윤변 (1493년)
윤변(尹忭, 1493년 - 1549년 7월 8일)은 조선시대 중기의 문신, 성리학자이다. 조광조의 문하에서 수학하였으며 1522년 과거 급제후 기묘당인이라는 이름으로 훈구파의 배척을 받았으나 견디고 관료생활을 하였다. 본관은 해평(海平)으로 자는 구부(懼夫), 호는 지족암(知足庵) 또는 지족암(知足菴)이다. 前 대한민국 4대 대통령인 윤보선의 11대조이다.

## 생애

### 생애 초반
윤변은 1493년 사용과 부사용을 지내고 사후 증 의정부좌찬성에 추증된 윤희림(希琳)과 수안군수(遂安郡守) 박준산(朴峻山)의 딸 죽산 박씨(竹山朴氏)의 아들로 경상북도 해평에서 태어났다. 부위 윤연령(尹延齡)의 증손으로, 할아버지는 윤계정(尹繼丁)이다. 대고모 윤씨는 사육신 박팽년의 형 박대년의 부인이었으나 사육신 사건에 연루되어 봉석주의 첩이 되었다. 이후 증조모 박씨가 가솔을 이끌고 경상도 해평으로 피신해 있기도 했다.
의정부영의정 윤두수(尹斗壽)와 보국숭록대부 윤근수(尹根壽) 형제의 아버지이다. 12세에 고아가 되었으며, 처음에는 항재(恒齋) 유운(柳雲)의 문하에서 수학하다, 뒤에 정암 조광조(趙光祖)의 문인이 되어 학문을 수학하였다. 조광조는 지행합일과 지치주의, 배우고 아는 것을 실천하는 것이 중요하다고 강조하였다. 그의 문하에 있을 때 백인걸, 신응시, 윤자관 등을 만나 교분을 쌓았고, 이때의 교분은 문인들과 후손들에게로 이어진다.
조광조의 문하에서 수학하던 중 1519년(중종 14) 생원시에 합격하고, 성균관에 들어가 유생이 되었다. 이 해 기묘사화가 일어나 조광조 일파가 투옥되자 윤변은 다른 성균관유생들, 조광조의 문인들과 함께 그의 무죄를 호소하였으나 배척당했다. 이후 과거를 단념하고 두문불출하다가 1522년(중종 17) 식년문과에 응시, 병과로 급제하였다. 이때 그를 기묘사화의 관련자, 조광조의 문인이다 하여 기묘당인(己卯黨人)이라 하여 훈구파 인사들로부터 배격당하였으나 중종이 이를 듣지 않고 성균관학유(成均館學諭)로 임명하였다.

### 관료 생활
그 뒤 봉상시참봉, 의정부사록 등을 거쳐 승문원박사(博士)를 지냈다. 1526년(중종 21년) 전적(典籍), 사헌부감찰(司憲府監察), 호조좌랑(戶曹佐郞)에 임명되고, 1527년 해남현감, 충청도도사(忠淸道都事)로 나갔다. 1533년 형조정랑(刑曹正郞)이 되었는데, 이때 허항(許沆)이 백성이 노비 송사가 있어 그가 백성의 편을 들자 형조판서가 나서서 말렸으나 그는 판결을 고집하였다.
그 뒤 허항의 측근과의 사사로운 원한관계로 탄핵을 당하여 형조정랑에서 체직당하여 성균관전적이 되고 봉상시판관(奉常寺判官)을 거쳐서 다시 형조 정랑이 되었다. 1536년(중종 31년) 종부시첨정(宗簿寺僉正), 장악원첨정(掌樂院僉正), 1537년 숙천부사(肅川府使), 1542년(중종 37년)에 장악원첨정이 되었고, 이후 사섬시첨정이 되었다가 다시 사섬시부정(司贍寺副正), 사복시부정(司僕寺副正)을 거쳐, 군자감정(軍資監正)이 되고 1543년 청주 목사(淸州牧使)로 부임하였다.
1544년(중종 39년)에 부인상을 당하고, 탈상한 뒤에 성균관사예(成均館司藝)가 되었다가 사도시부정(司寺副正)을 거쳐 삼척부사(三陟府使)를 지냈다. 저서로는 《지족암집 (知足庵集)》이 있다. 1549년(명종 4년) 7월 8일 삼척부사로 재직 중 임지인 삼척 관아에서 병사하였다.

### 사후
그해 11월 27일에 경기도 장단군 동도면(東道面) 오음리(梧陰里)의 선영에 장사지냈다. 묘갈명은 고봉 기대승(奇大升)이 찬하였다. 사후 아들 윤두수, 윤근수의 영귀로 증 이조참판에 증직되었다가 여러번 거듭 증직되어 다시 증 의정부영의정 해징부원군으로 가증되었다.

## 저서
- 《지족암집 (知足庵集)》

## 가족 관계
- 조부 : 윤계정(尹繼丁)
- 조모 : 해주윤씨(海州尹氏)
  - 아버지 : 윤희림
  - 어머니 : 죽산박씨(竹山朴氏), 수안군수 박준산(朴峻山)의 딸
    - 부인 : 전주이씨(全州李氏, 광평대군의 손자 청안군 이영(淸安君 李嶸)의 서녀[1])
      - 장남 : 윤담수(尹聃壽)
      - 자부 : 진주유씨(晋州柳氏), 유항(柳沆)의 딸
        - 손자 : 윤현(尹晛, 1536년 ~ 1597년)

      - 차남 : 윤춘수(尹春壽)
      - 자부 : 김씨, 김언호(金彦浩)의 딸
        - 손자 : 윤호(尹皞, 1542년 - 1589년 1월 25일)

      - 삼남 : 윤기수(尹期壽)
      - 장녀 : 해평 윤씨
      - 사위 : 정순희(鄭純禧, 본관은 동래(東萊))

    - 부인 : 팔거현씨(八莒玄氏, ? - 1544년), 현윤명(玄允明)의 딸
      - 사남 : 윤두수(尹斗壽)
      - 자부 : 황씨
        - 손자 : 윤방(尹昉, 1563년 ~ 1640년)
        - 손자 : 윤흔(尹昕, 1564년 - 1638년 12월 17일)
        - 손자 : 윤휘(尹暉, 1571년 ~ 1644년)
        - 손자 : 윤훤(尹暄, 1573년 ~ 1627년)

      - 자부 : 이름 미상, 첩
        - 서손자 : 윤오(尹旿)

      - 오남 : 윤근수(尹根壽)
      - 자부 : 풍양조씨, 병마절도사 증 의정부좌찬성 조안국(趙安國)의 딸
        - 손자 : 윤환(尹晥, 1556년 - ?)
        - 손자 : 윤질(尹晊)
        - 손자 : 윤명(尹㫥)
        - 손자 : 윤유(尹曘)
        - 손자 : 윤환(尹㬇)

    - 첩실 : 전주이씨(全州李氏, 고양부정 이억손 (高陽副正 李億孫)의 딸[2])
- 외할아버지 : 박준산(朴峻山)
  - 장인 : 청안군(淸安君) 이영(李嶸)
  - 장인 : 현윤명(玄允明)
  - 장모 : 박씨, 박지번(朴之蕃)의 딸

## 같이 보기
| - 사림파 - 성리학 - 기묘사화 - 훈구파 - 사육신 - 윤근수 - 윤두수 - 윤춘수 - 박팽년 - 봉석주 - 윤연령 - 김종직 - 남곤 - 김전 - 윤춘수 | - 서인 - 김굉필 - 정여창 - 조광조 - 이연경 - 백인걸 - 신응시 - 윤방 - 윤흔 - 윤휘 - 이이 - 성혼 - 성운 - 윤자관 | - 성수침 - 이언적 - 서경덕 - 윤호 - 이중호 - 이황 - 조식 - 정구 |